# 巴霍季尔·贾洛洛夫
巴霍季尔·贾洛洛夫（1994年7月8日—），乌兹别克斯坦男子拳击运动员，2020年夏季奥运会男子91公斤以上级金牌得主、2022年亚洲运动会男子92公斤以上级金牌得主。2024年夏季奧林匹克運動會男子拳擊超重量級（92公斤以上級）金牌得主。